# دانيال شيفمان
دانيال شيفمان هو مبرمج أمريكي مواليد 1973 ويعمل حاليا مدرس مساعد في مدرسة تيش العليا للفنون بنيويورك، ويعتبر مساهم أساسي في تطوير لغة البرمجة بروسيسنج.